# Javier Pizzolito
Pas d'image ? Cliquez ici
Javier Pizzolito, né le 8 mars 1980 à Buenos Aires, est un pilote moto argentin spécialisé en rallye-raid.

## Palmarès

### Résultats au Rallye Dakar
| Année | Categorie | Marque          | Position | Victoires d'etapes |
| ----- | --------- | --------------- | -------- | ------------------ |
| 2010  | Moto      |                 | abd      |                    |
| 2011  | Moto      |                 | 19e      |                    |
| 2012  | Moto      |                 | abd      |                    |
| 2013  | Moto      |                 | 8e       |                    |
| 2014  | Moto      | Can-Am Renegade | 23e      |                    |
| 2015  | Moto      | Can-Am Renegade | 19e      |                    |
| 2016  | Moto      | Can-Am Renegade | abd      |                    |

### Autres compétitions
- Vainqueur du Desafío Ruta 40 en 2011 et 2014.
- Champion d'Argentine de rallye en 2009, 2010 et 2011.